# Douglas Fry
Douglas P. Fry (ur. 20 września 1953 w Bostonie) – antropolog społeczny, wykładowca na Wydziale Nauk Społecznych Åbo Akademii w Finlandii i badacz w katedrze antropologii stosowanej Uniwersytetu w Arizonie. 
Prowadzi badania nad agresją, konfliktami i rozwiązywaniem konfliktów, którymi to dziedzinami zajmuje się od ponad dwudziestu pięciu lat. W tym czasie opublikował wiele naukowych artykułów oraz książek adresowanych do szerszej rzeszy czytelników popularyzujących ideę pokojowego rozwiązywania konfliktów. Na przykładzie obserwacji pokojowych społeczeństw Fry kwestionuje nieuniknioność konfliktów i wojen, ale także wrodzonego instynktu agresji u ludzi.

## Książki
- 1997 Cultural Variation in Conflict Resolution: Alternatives To Violence (red. z: Kaj Björkqvist)
- 2004 Keeping the Peace: Conflict Resolution and Peaceful Societies Around the World (red. z: Graham Kemp)
- 2005 Human Potential For Peace, Oxford University Press
- 2007 Beyond War, Oxford University Press